# Lestes virens
Lestes virens là loài chuồn chuồn trong họ Lestidae. Loài này được Charpentier mô tả khoa học đầu tiên năm 1825.

## Hình ảnh

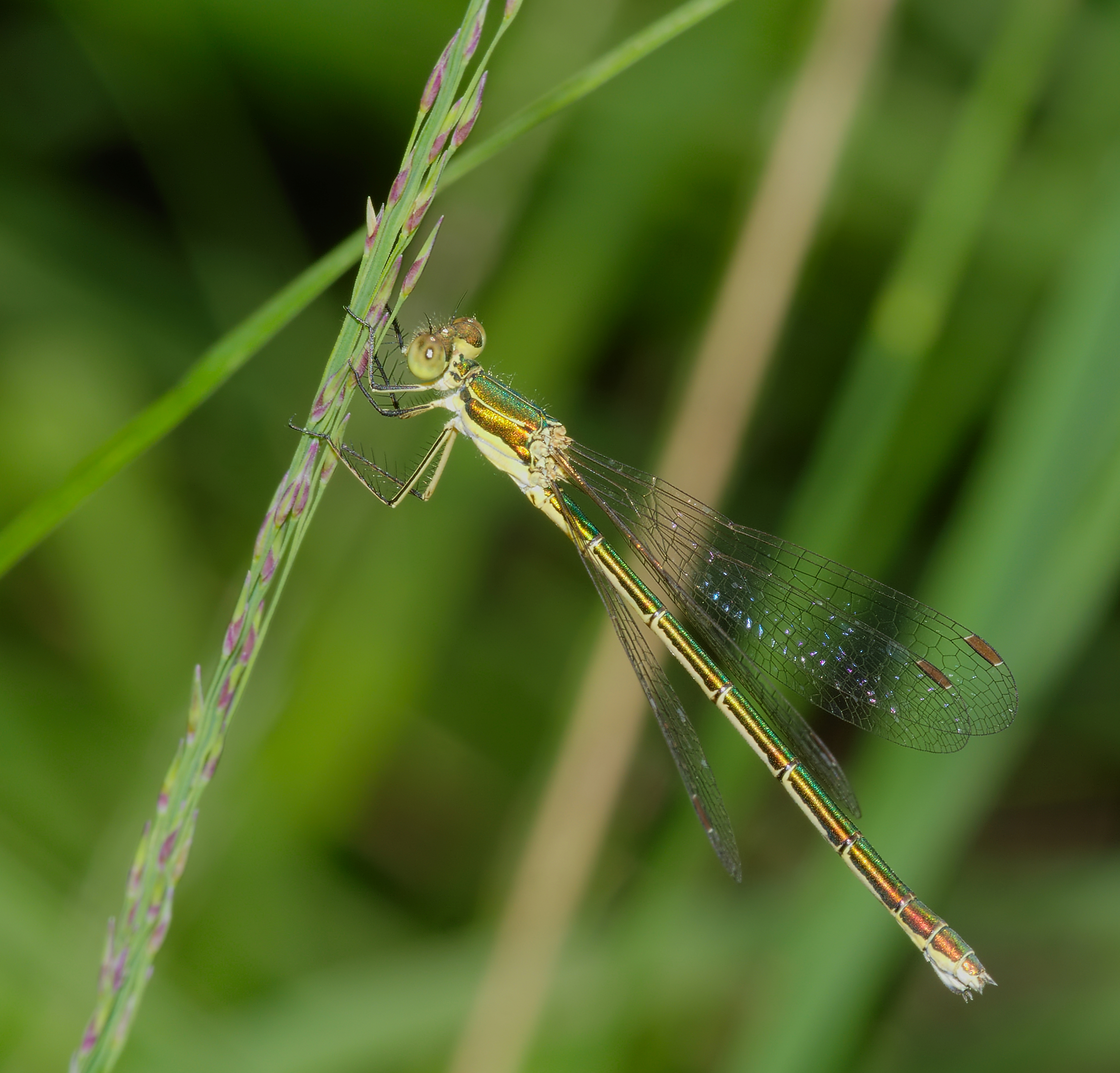
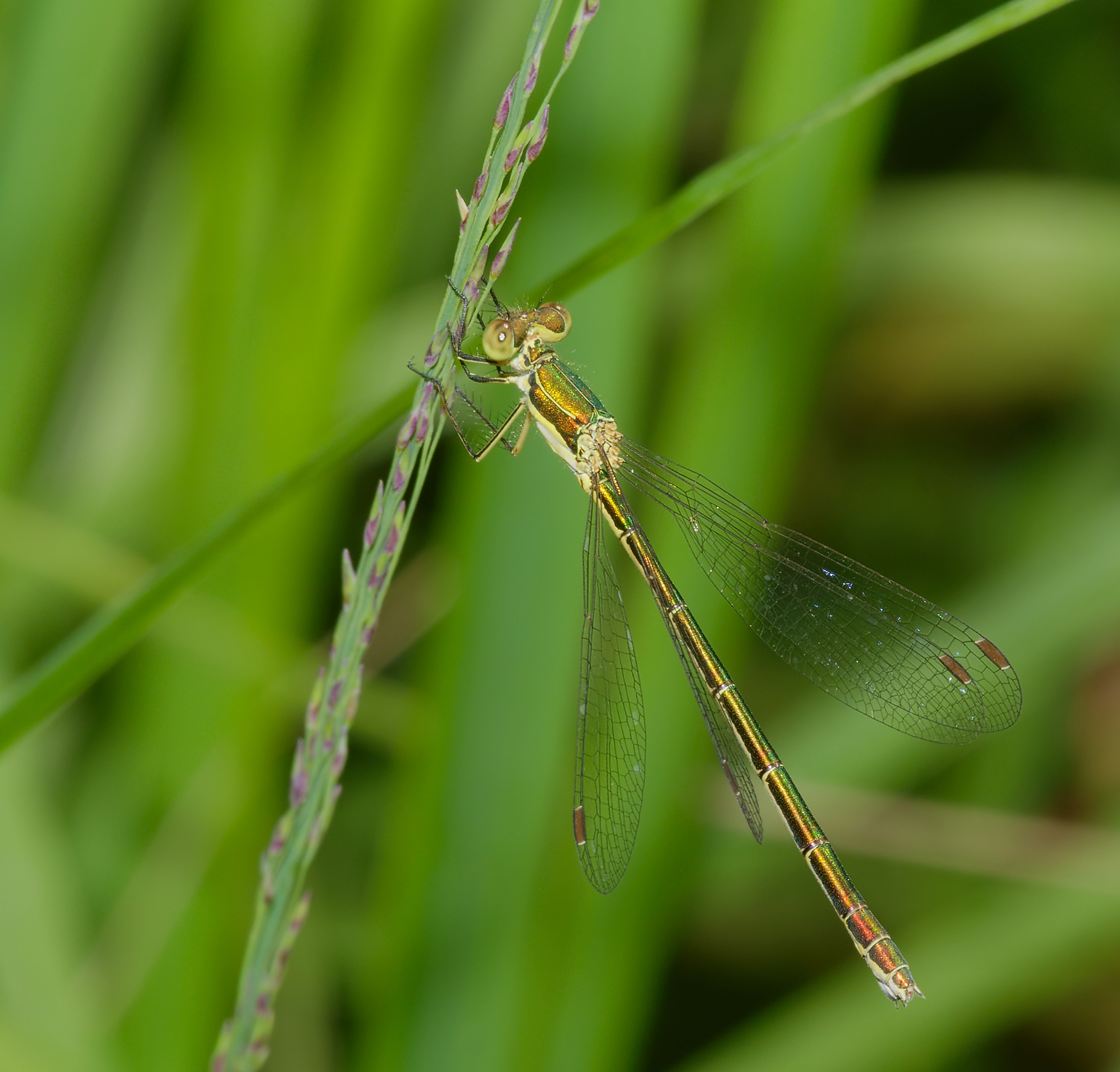
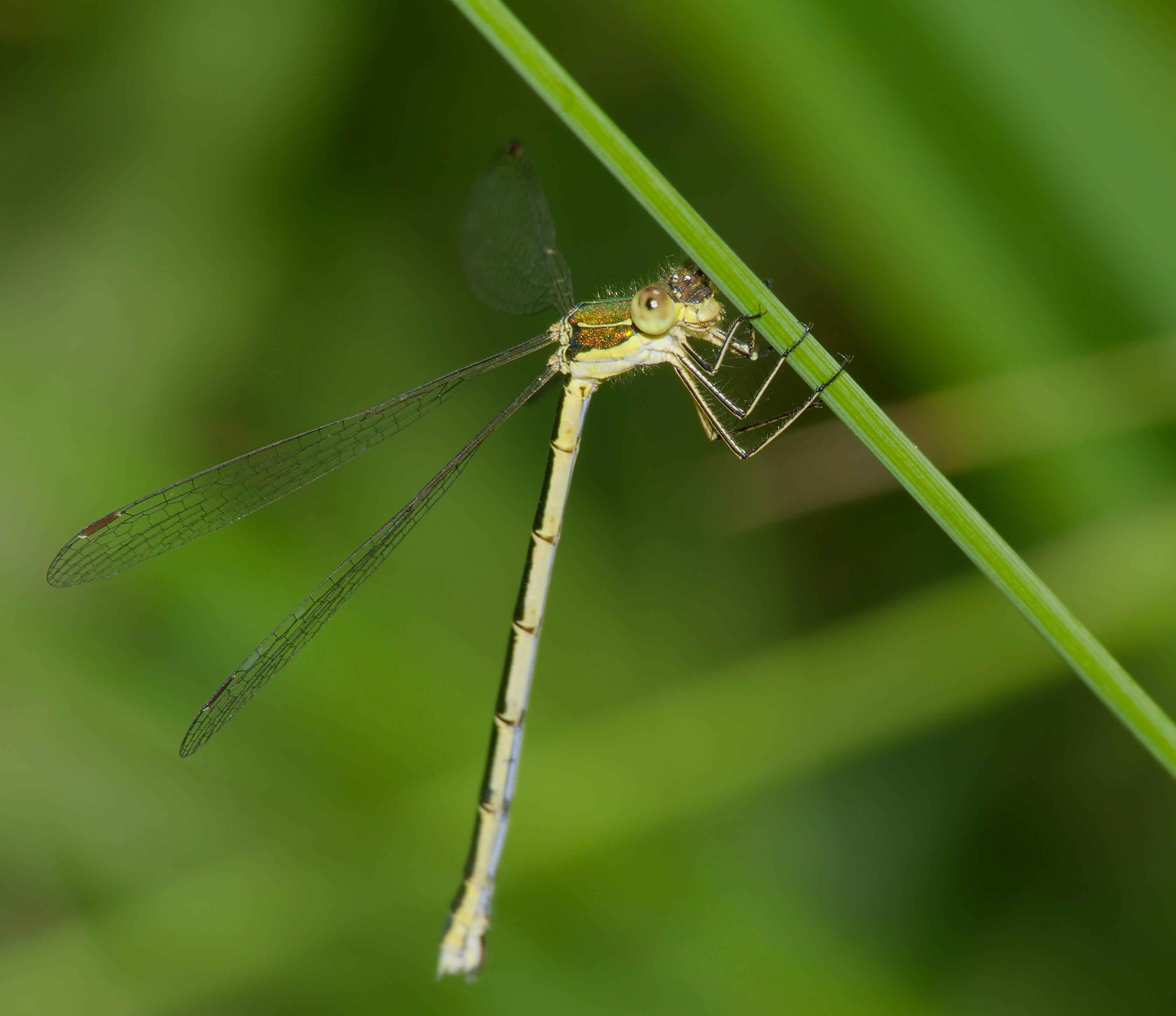
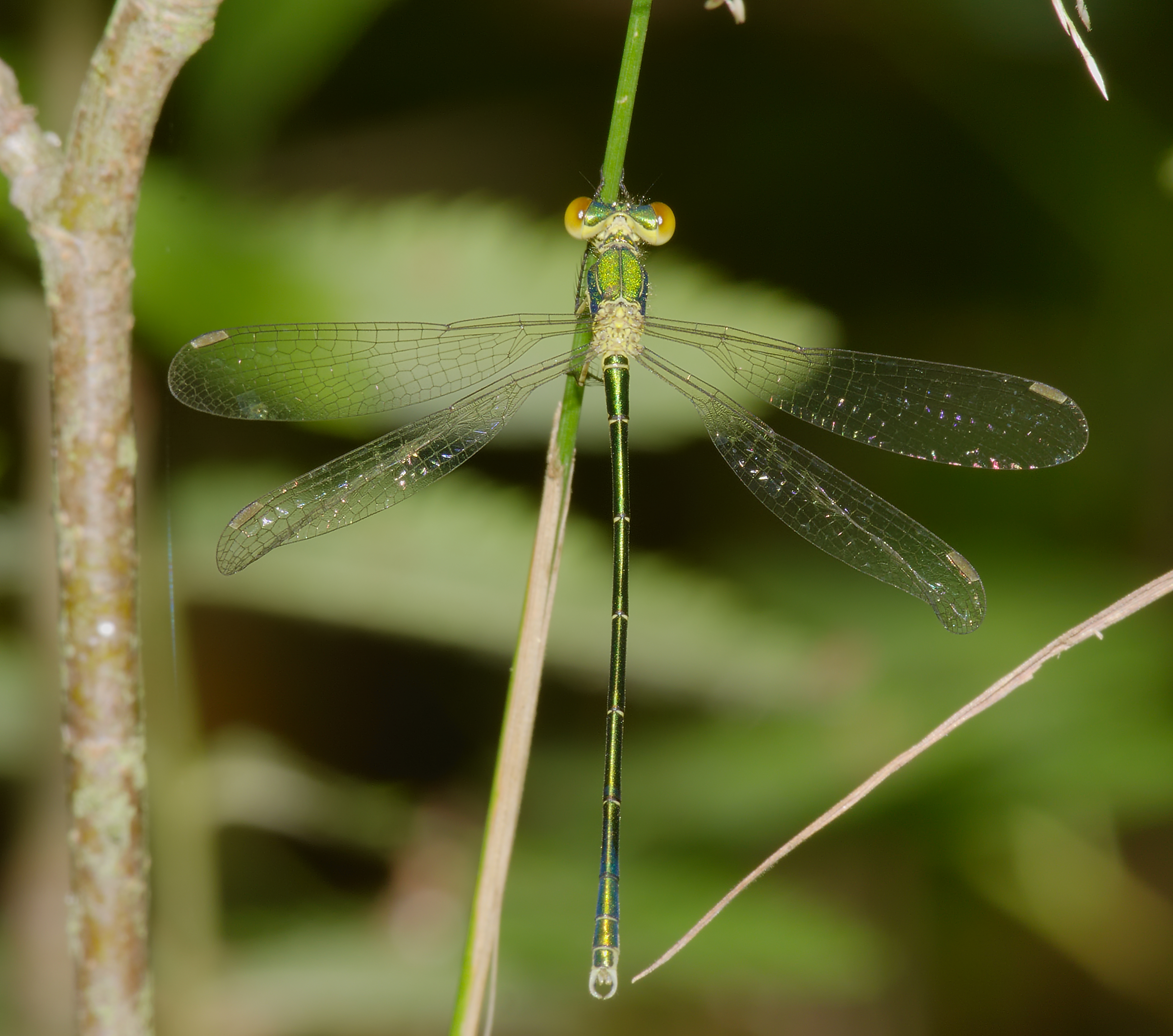
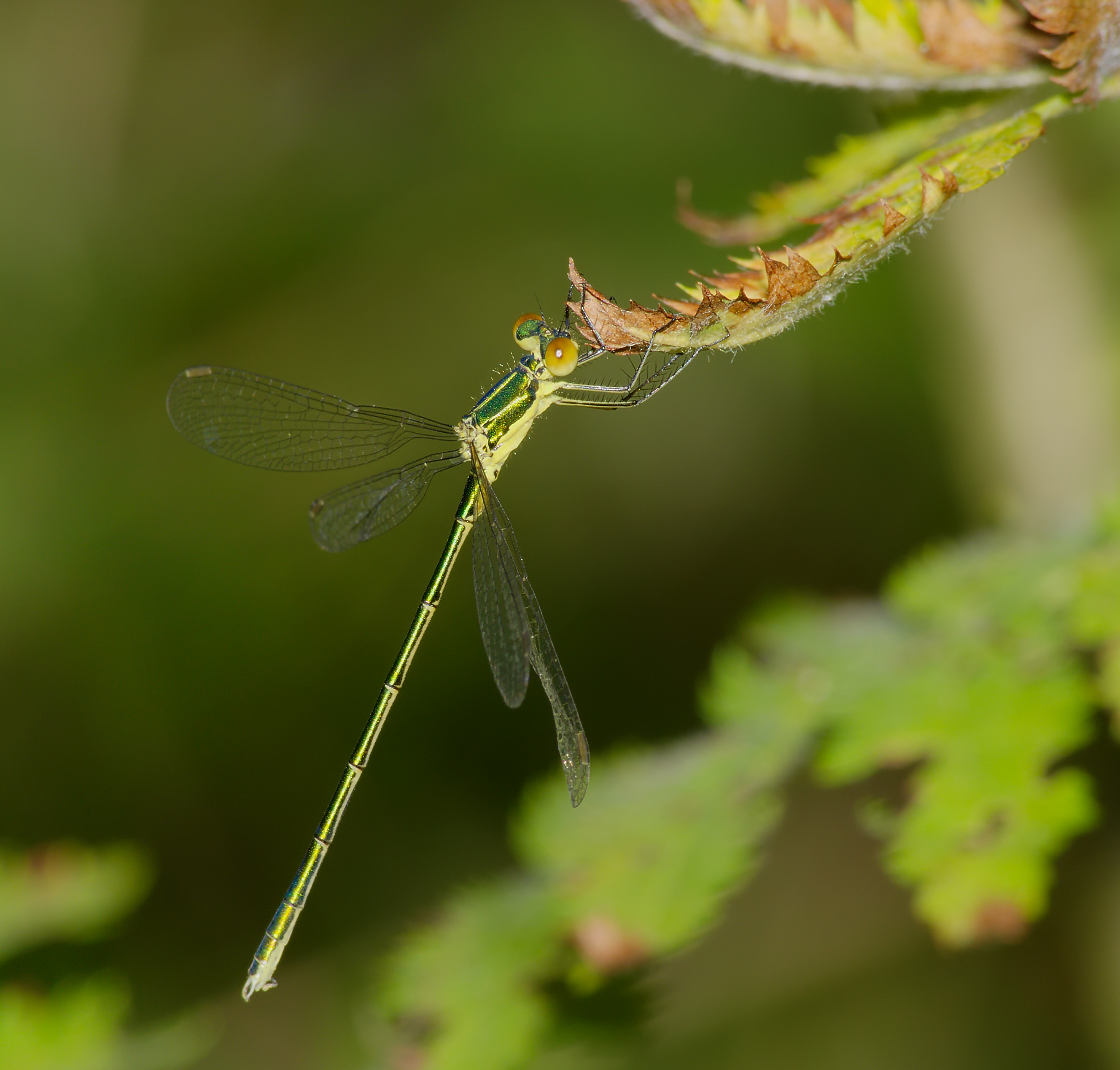
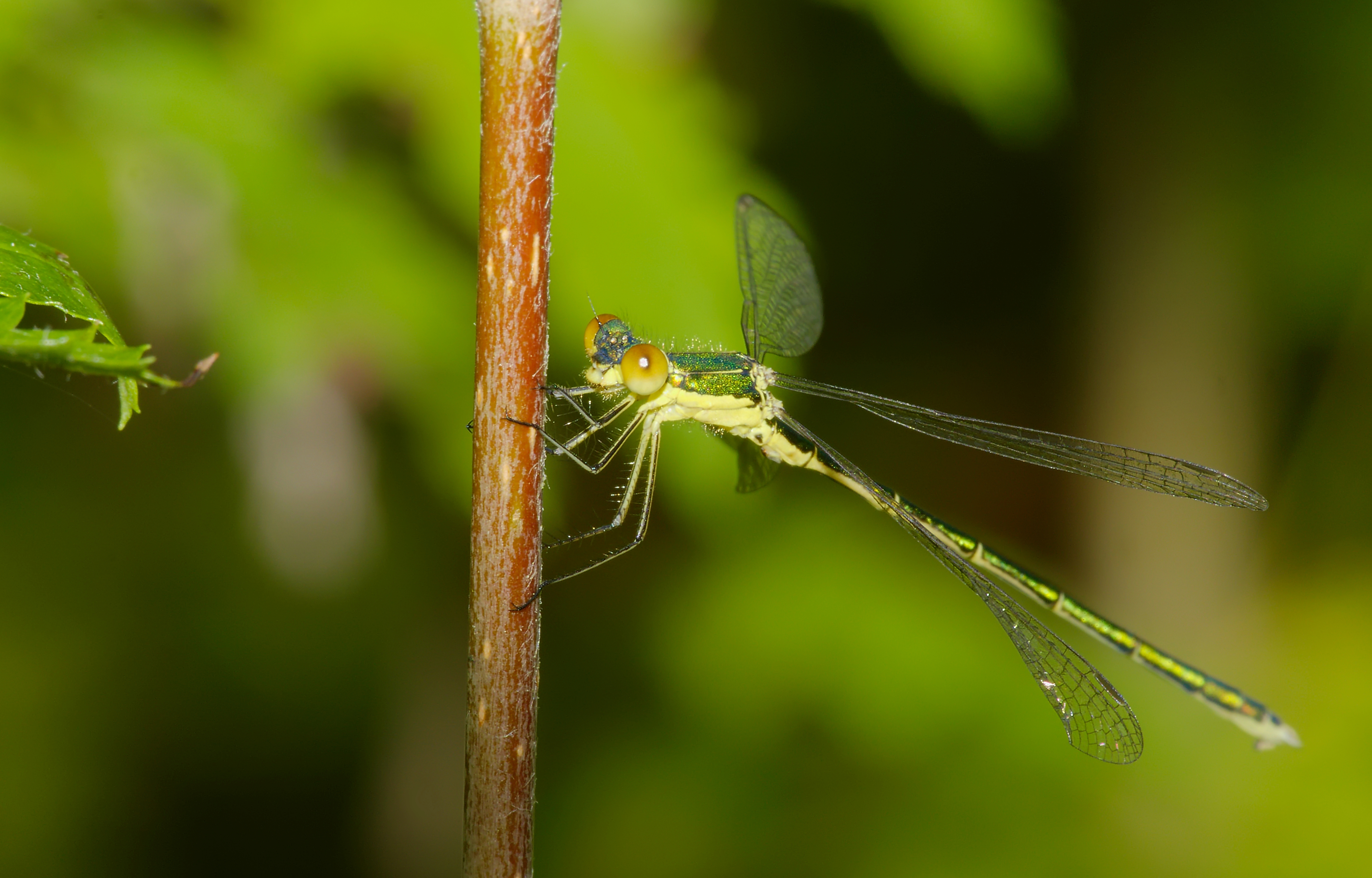